# Фелдиоара (Вранча)
Фелдиоара (рум. Feldioara) насеље је у Румунији у округу Вранча у општини Танасоаја. Oпштина се налази на надморској висини од 89 m.

## Становништво
Према подацима из 2002. године у насељу је живело 511 становника, од којих су сви румунске националности.